# Shenzong (Emperador Song)
En Shenzong (25 de maig de 1048-1 d'abril de 1085) fou el sisè emperador de la dinastia Song de la Xina. El seu nom inicial fou Zhao Zhongzhen i fou canviat a Zhao Xu el 1063. Va regnar del 1067 al 1085.
Els períodes del seu regnat es va interessar per la política d'en Wang Anshi a qui li va demanar de posar en pràctica una sèrie de mesures a fi d'apaivagar els problemes existents a l'època. Wang Anshi va ser nomenat canceller. Les reformes adoptades varen ser essencialment per a millorar les condicions de vida de la classe treballadora. En aquestes reformes molts hi veuen l'inici de l'estat del benestar modern.